# Allan Alaalatoa
Allan Alaalatoa (ur. 28 stycznia 1994 w Camperdown) – australijski rugbysta samoańskiego pochodzenia występujący na pozycji prawego filara. Reprezentant Australii i uczestnik pucharu świata. Syn Vilego i brat Michaela.

## Młodość
Grę w rugby rozpoczynał w juniorskich drużynach klubu z zachodniej części Sydney, West Harbour R.F.C. Uczęszczał do Newington College, którą to szkołę ukończył w 2011 roku. Przez trzy lata występował w pierwszej drużynie szkolnej, z którą w roku 2010 sięgnął po mistrzostwo stanu (GPS), a w roku 2011 był jej kapitanem.
Po zakończeniu nauki w college’u podjął studia na Western Sydney University, jednocześnie uczestnicząc w rozgrywkach klubowych i zajęciach akademii stanu Nowej Południowej Walii zorganizowanej przy drużynie Waratahs. Edukację i sport łączył z nocną pracą w salonie gier.

## Kariera klubowa
W 2013 roku 19-latek występował w klubowej drużynie Southern Districts, która rywalizowała w stanowych rozgrywkach Shute Shield. W tym czasie Alaalatoa przebywał na testach w ekipie Rebels z Super Rugby, jednak drużyna z Melbourne nie zdecydowała się na jego zatrudnienie. Podobnie kontraktu nie zaoferował mu zespół Waratahs z siedzibą w Sydney. Ostatecznie w 2014 roku niespodziewanie został włączony do kadry Brumbies z Canberry. Początkowo młody zawodnik otrzymał kontrakt dla zawodnika szerokiego składu (EPS, extended playing squad), zaś pełnoprawną umowę podpisał już w trakcie rozgrywek. W debiutanckim sezonie w drużynie z Super Rugby w czasie rundy zasadniczej Alaalatoa ani razu nie pojawił się na placu gry. Zadebiutował dopiero w ćwierćfinale, a i to głównie ze względu na plagę kontuzji w drużynie. Ostatecznie w swoim pierwszym sezonie w Super Rugby rozegrał łącznie sześć minut w dwóch meczach fazy play-off. W związku z przenosinami z Sydney do Canberry zawodnik zmienił też przynależność klubową, wiążąc się ekipą Uni-Norths Owls z ACTRU Premier Division. W drugiej połowie roku znalazł się w składzie Canberra Vikings, klubu biorącego udział w centralnej lidze National Rugby Championship. W ich barwach występował przez trzy lata, łącznie notując na swoim koncie 19 meczów i trzy przyłożenia.
W sezonach 2015 i 2016 pozycja młodego filara w drużynie Brumbies stale rosła. Choć w ciągu dwóch lat w podstawowym składzie rozpoczął jedynie trzy mecze, to jednak łącznie rozegrał ich 27 (odpowiednio 11 i 16). W marcu 2016 roku podpisał z Brumbies nowy kontrakt wiążący go z zespołem do roku 2019. Odtąd był podstawowym graczem swojej drużyny, w kolejnych trzech sezonach wychodząc w pierwszym składzie we wszystkich swoich spotkaniach (15 w 2017, 15 w 2018, 16 w 2019). W czasie edycji 2016, 2017 i 2019 ekipa Brumbies była najlepszą drużyną spośród australijskich uczestników rozgrywek, jednak nigdy nie zdołała awansować do wielkiego finału – najbliżej byli w 2019 roku, kiedy rundę wcześniej ulegli Argentyńczykom z Jaguares.
Po tym, jak w 2018 roku Alaalatoa ponownie przedłużył kontrakt z Brumbies (do 2023 roku), w 2020 został nowym kapitanem drużyny, zastępując odchodzącego Christiana Lealiʻifano. W momencie zawieszenia rozgrywek Super Rugby z powodu pandemii COVID-19 zespół z Canberry wyraźnie przewodził tabeli konferencji australijskiej. Po odwołaniu zawodów Brumbies zwyciężyli w zorganizowanym w ich miejsce wewnątrzaustralijskim turnieju Super Rugby AU. W finale zespół dowodzony przez Alaalatoę pokonał Queensland Reds 28:23.

## Kariera reprezentacyjna
Alaalatoa grę w australijskich drużynach narodowych rozpoczynał jako 17-latek, w 2011 roku otrzymując powołanie do reprezentacji szkolnej (U-18). Rok później w barwach reprezentacji do lat 20 brał już udział w mistrzostwach świata w tej kategorii wiekowej. Osiągnięcie to powtórzył także w latach 2013 i 2014 – rozgrywając łącznie 10 meczów (kolejno 3, 3 i 4).
Na debiut w pierwszej reprezentacji czekał do 2016 roku. Wówczas to otrzymał powołanie od Michaela Cheiki na zbliżający się turniej The Rugby Championship. Zadebiutował w meczu otwarcia przeciwko Nowej Zelandii, do końca roku rozgrywając aż dziewięć spotkań. W listopadowym meczu z Francją po raz pierwszy wyszedł też w pierwszym składzie reprezentacji. Stopniowo Alaalatoa, rywalizując przy tym o miejsce w składzie z Tanielą Tupou, wypierał w wyjściowego ustawienia drużyny narodowej weterana Sekope Kepu, który był ostoją reprezentacji od 2012 roku.
W 2017 roku przed sparingiem z Barbarians Alaalatoi powierzono rolę wicekapitana kadry. Niespełna dwa lata później filar został powołany do składu reprezentacji na puchar świata 2019. W czasie rozgrywanego w Japonii turnieju wystąpił w czterech meczach, w tym we wszystkich w pierwszym składzie. Australijczycy odpadli wówczas z dalszej rywalizacji na etapie ćwierćfinału po wysokiej porażce z Anglikami.

### Statystyki
Stan na dzień 11 października 2020 r.
Występy na arenie międzynarodowej
| Drużyna narodowa | Rok  | Mecze | Punkty |
| ---------------- | ---- | ----- | ------ |
| Australia        | 2016 | 9     | 0      |
| Australia        | 2017 | 13    | 0      |
| Australia        | 2018 | 9     | 0      |
| Australia        | 2019 | 6     | 0      |
| Australia        | 2020 | 1     | 0      |
| Suma             | Suma | 38    | 0      |

## Nagrody i wyróżnienia
- nagroda dla najlepszego zawodnika Brumbies w roku 2019 wg współzawodników (Brett Robinson Players’ Player Award)[34]
- „Medal Doskonałości” Rugby Union Players’ Association w roku 2019 (RUPA Medal for Excellence)[6]

## Życie osobiste
Starszy brat Allana, Michael, także uprawia rugby – uczestniczył w pucharze świata w 2019 roku w barwach reprezentacji Samoa. Obaj są synami Emmy i Vilego, rugbysty, który brał udział w pucharze świata w 1991 roku, reprezentując Samoa Zachodnie. Allan od dziecka przyjaźni się z innym reprezentantem Australii Scottem Sio, którego ojciec David występował w reprezentacji wspólnie z Vilim Alaalatoą.
Swoje imię Alaalatoa otrzymał na cześć Allana Bordera, australijskiego krykiecisty, jako że ojciec zawodnika był fanem także tej dyscypliny sportu. 
Allan studiował kryminologię na University of Western Sydney. Po przeprowadzce do Canberry kontynuował studia na Open Universities Australia we współpracy z Uniwersytetem Griffitha.